# Ольховый лес

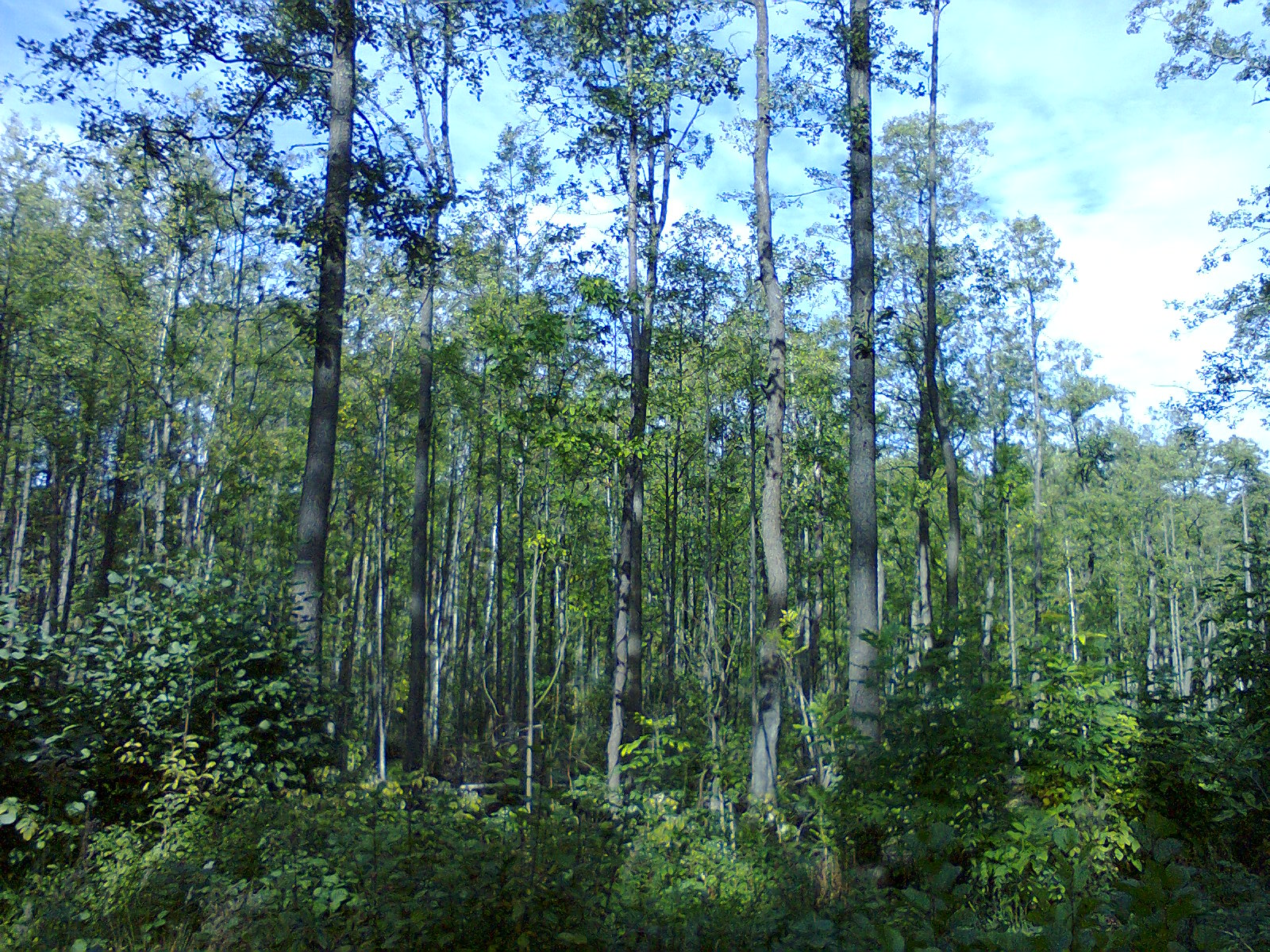
В ольховом лесу под Ригой

Ольховый лес (ольшаник, ольс) — мягколиственный лес, в котором лесообразующей породой является ольха.
Ольховые леса распространены в Северной Америке (с преобладанием ольхи красной), в горах Центральной Европы, на востоке Европы, особенно в Белоруссии, Прибалтике и на севере Восточно-Европейской равнины. На Урале, в Сибири, на Дальнем Востоке, Кавказе и в Карпатах их значительно меньше. В ольшаниках Евразии преобладают ольха чёрная и ольха белая.

## Черноольховые леса
Черноольшаники чаще всего принадлежат к коренными типам растительности на избыточно-влажных торфяно- и торфянисто-перегнойных, а также аллювиальных лугово-болотных почвах в условиях полупроточного и проточного увлажнения при низинном типе заболачивания. Они также могут произрастать на минеральных почвах, при выклинивании или неглубоком залегании грунтовых вод. Черноольховые насаждения обычно имеют высокий класс бонитета — Iа, I и II, реже III класс. Прирост древостоя умеренный. При таких же высоте и полноте запас древесины в 1,2—1,4 раза выше, чем у берёзы и осины. Тип леса зависит от условий аэрации, для лучших условий характерен черноольшаник снытевый. По мере ухудшения условий аэрации его заменяют черноольшаники: снытевый, крапивный, кочедыжниковый, таволговый, осоковый и папоротниково-ивняковый по трясинам. При более благоприятных лесорастительных условиях в примесях участвуют ясень обыкновенный, вяз, ель, осина, в худших условиях — берёза пушистая, ивы.
Преобладают насаждения вегетативного происхождения, возобновление корневыми отпрысками и порослью от пня, древостои семенного происхождения встречаются на аллювиях и скарицированных землях (выемки, отвалы, кюветы и т. д.). По возрастной структуре древостой — условно одновозрастный, возраст может превышать 80—100-лет. Рубка леса обычно производится при достижении возраста 60—65 лет, обычно сплошнолесосечным способом. При осушении участка ольха постепенно замещается елью.

## Сероольховые леса
Леса из ольхи серой в основном принадлежат к вторичным лесам, произрастающим на месте заброшенных сельскохозяйственных угодий, а также на эродированных землях и вырубках. В примесях участвуют ель, берёза, черёмуха, ива козья, осина. Происхождение обычно семенное, реже вегетативное, корневыми отпрысками или порослью от пня. Древостои одновозрастные, в молодости растут очень интенсивно, в возрасте 10—15 лет прирост в высоту может превышать 100 см в год. К 60—80 годам древостой может разрушаться, поэтому их рубку производят в возрасте 40—45 лет. Имеют класс бонитета 1а, I и II, очень редко III. Характерные типы леса — сероольховник: кисличный, снытевый, крапивный, таволговый. Произрастают на самых разнообразных почвах, от дерново-слабоподзолистых до торфянисто-перегнойных.

## Значение
Относительно лёгкая древесина находит применение в производстве мебели, тары, фанеры, в качестве строительного материала в подводных и подземных частях сооружений. Из коры получают красящие и дубильные вещества. Соплодия (шишки) используются в медицине. В США ольха признана наиболее продуктивной из лиственных пород для выращивания на целлюлозу. Наиболее важными являются природоохранные функции ольховых лесов. Произрастая на склонах, по берегам рек и ручьёв, в лощинах и ложбинах, ольшаники обладают значительным почвозащитным, берегоукрепляющим и водорегулирующим значением. На клубеньках корней ольхи развиваются азотфиксирующие бактерии, способствующие почвоулучшающей функции ольховых лесов. Ольху высаживают в мелиоративных целях, особенно в Японии. В ольшаниках произрастает много редких видов растений. Многие ольховые леса нуждаются в охране.